# Zavala
Zavala je malé letovisko, turistická vesnička v Chorvatsku ležící na jižním pobřeží dalmatského ostrova Hvar.
Zavala je přímo u mořského břehu, naproti se nachází ostrov Šćedro a ještě dál na jih i ostrov Korčula.
Přístup do vesnice je pouze jednopruhovým, neosvětleným tunelem Pitve–Zavala, který je dlouhý 1 400 metrů a provoz je řízen z obou stran semaforem. Pláže jsou zde většinou kamenné, ale několik jich je i písečných, oblázkových.
V okolí se nacházejí vesnice Gromin Dolac, Ivan Dolac, Bojanić Bad, Jagodna, Sveta Nedjelja a Pitve.